# Monochaetum mariae
Monochaetum mariae är en tvåhjärtbladig växtart som beskrevs av John Julius Wurdack. Monochaetum mariae ingår i släktet Monochaetum och familjen Melastomataceae. Inga underarter finns listade i Catalogue of Life.